# Nowy historyzm
Nowy historyzm – poststrukturalistyczna tendencja w badaniach literackich, powstała w latach 80. XX wieku na Uniwersytecie Kalifornijskim w Berkeley. Za jej twórcę uważa się Stephena Greenblatta, a za głównych reprezentantów: Louisa Montrose'a, Jonathana Goldberga, Waltera Benna Michaelsa oraz Harolda Arama Veesera.
Nowi historyści uważali, że dzieło jest zdeterminowane przez płeć autora, jego przynależność rasową, religijną, przekonania polityczne oraz reprezentowanie określonej klasy społecznej. Nie traktowali więc tekstu jako tworu autonomicznego (tak jak to czynili badacze z kręgu strukturalizmu czy new criticism), ale kładli nacisk na kontekst kulturowy, w którym pojawia się utwór literacki. Najwięcej uwagi w swoich pracach poświęcili epoce renesansu.
Studium programowym nowego historyzmu są prace Greenblatta O poetykę kultury oraz Montrose'a Poetyka i polityka kultury, opublikowane w zbiorze pod redakcją Veesera The New Historicism w 1989 roku. Natomiast głównym źródłem inspiracji w sformułowaniu założeń nowej metodologii były prace Michela Foucaulta: Historia szaleństwa w dobie klasycyzmu (1961) i Archeologia wiedzy (1969), a także dzieła Clifforda Geertza: Interpretacja kultury (1973), Od rytuału do teatru (1982), Lokalna wiedza (1983).

## Chronologia
- 1980 – Stephen Greenblatt opublikował zbiór esejów o renesansie angielskim: Renaissance Self-Fashioning: from More to Shakespeare, uważany za pierwszy manifest nowego historyzmu[3].
- 1982 – Czasopismo „Genre” wydało numer specjalny poświęcony nowemu historyzmowi.
- 1983 – Nowi historyści założyli własne czasopismo: „Representations”.
- 1988 – Greenblatt opublikował Shakespearean Negotiations: The Circulation of Social Energy in Renaissance England.
- 1989 – Ukazał się zbiór prac pt. The New Historicism, pod redakcją Veesera. Pojawiła się także zbiorowa książka angielskich i amerykańskich badaczy, pod red. M. Levinsona, Rethinking Historicism: Critical Reading in Romantic Period (Przemyślenia historyczne: krytyczne studium okresu romantyzmu).
- 1994 – The New Historicism Reader, drugi zbiór tekstów pod redakcją Veesera. Zawierał także prace poruszające zagadnienia feminizmu, gender studies oraz roli płci w kulturze.